# Вирё-Вальран
Вирё-Вальра́н (фр. Vireux-Wallerand) — коммуна во Франции, находится в регионе Шампань — Арденны. Департамент коммуны — Арденны. Входит в состав кантона Живе. Округ коммуны — Шарлевиль-Мезьер.
Код INSEE коммуны — 08487.
Коммуна расположена приблизительно в 220 км к северо-востоку от Парижа, в 130 км севернее Шалон-ан-Шампани, в 35 км к северу от Шарлевиль-Мезьера.

## Население
Население коммуны на 2008 год составляло 1901 человек.
| 1962 | 1968 | 1975 | 1982 | 1990 | 1999 | 2008 |
| ---- | ---- | ---- | ---- | ---- | ---- | ---- |
| 1887 | 2231 | 2159 | 2035 | 2020 | 2035 | 1901 |

## Экономика
В 2007 году среди 1215 человек в трудоспособном возрасте (15—64 лет) 880 были экономически активными, 335 — неактивными (показатель активности — 72,4 %, в 1999 году было 66,5 %). Из 880 активных работали 776 человек (456 мужчин и 320 женщин), безработных было 104 (34 мужчины и 70 женщин). Среди 335 неактивных 111 человек были учениками или студентами, 91 — пенсионерами, 133 были неактивными по другим причинам.

## Фотогалерея

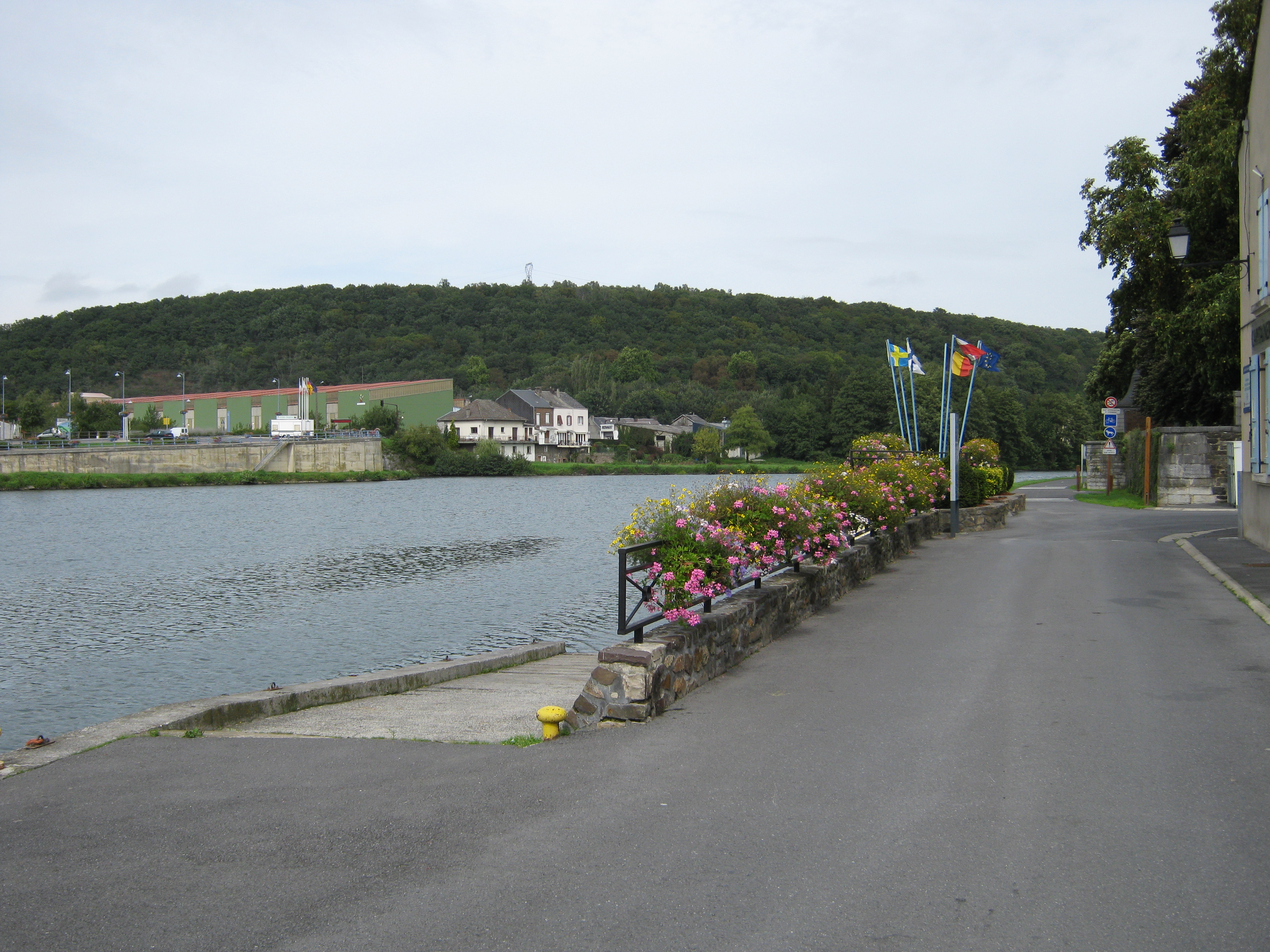
Вирё
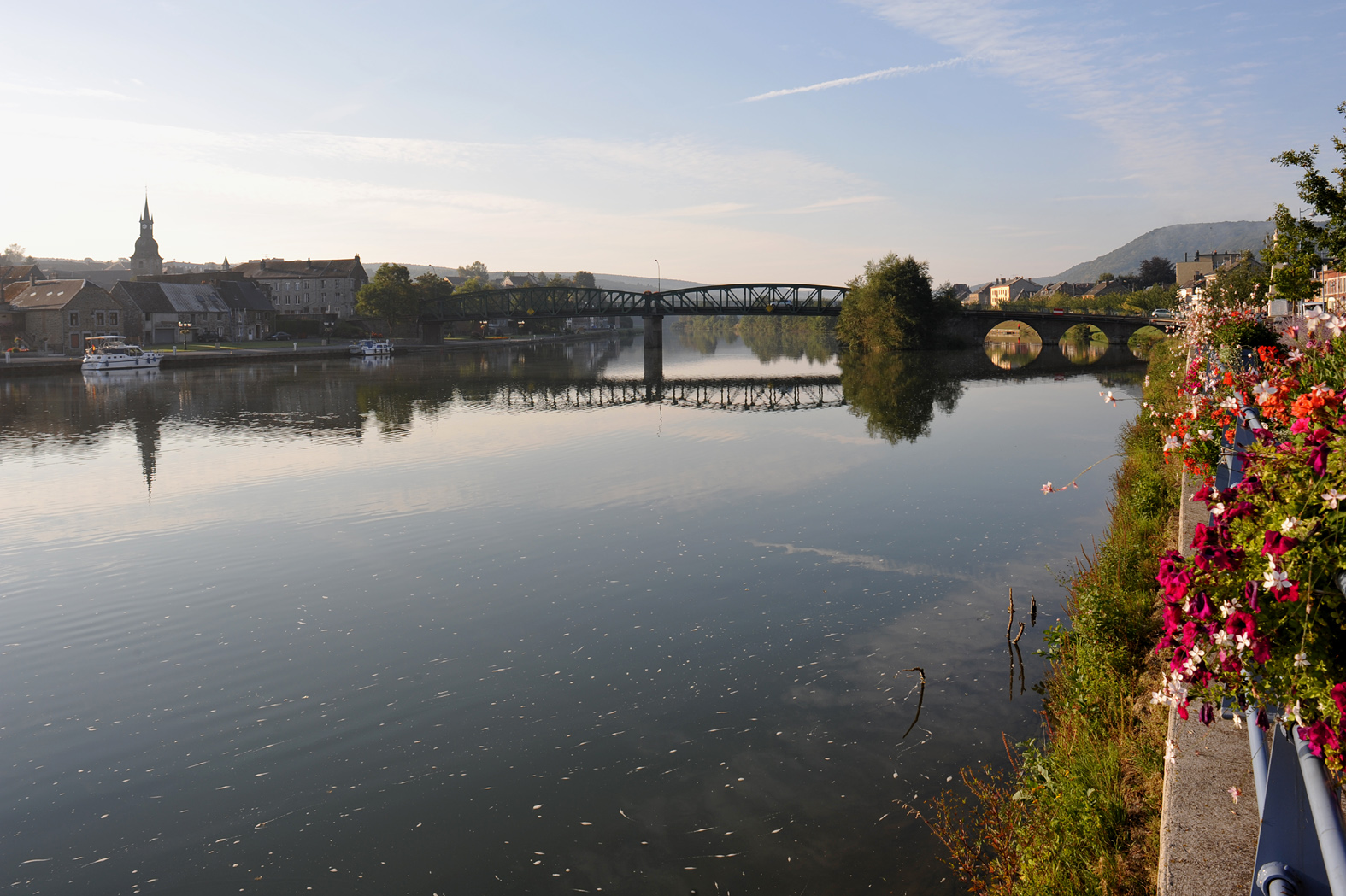
Мост через реку Маас
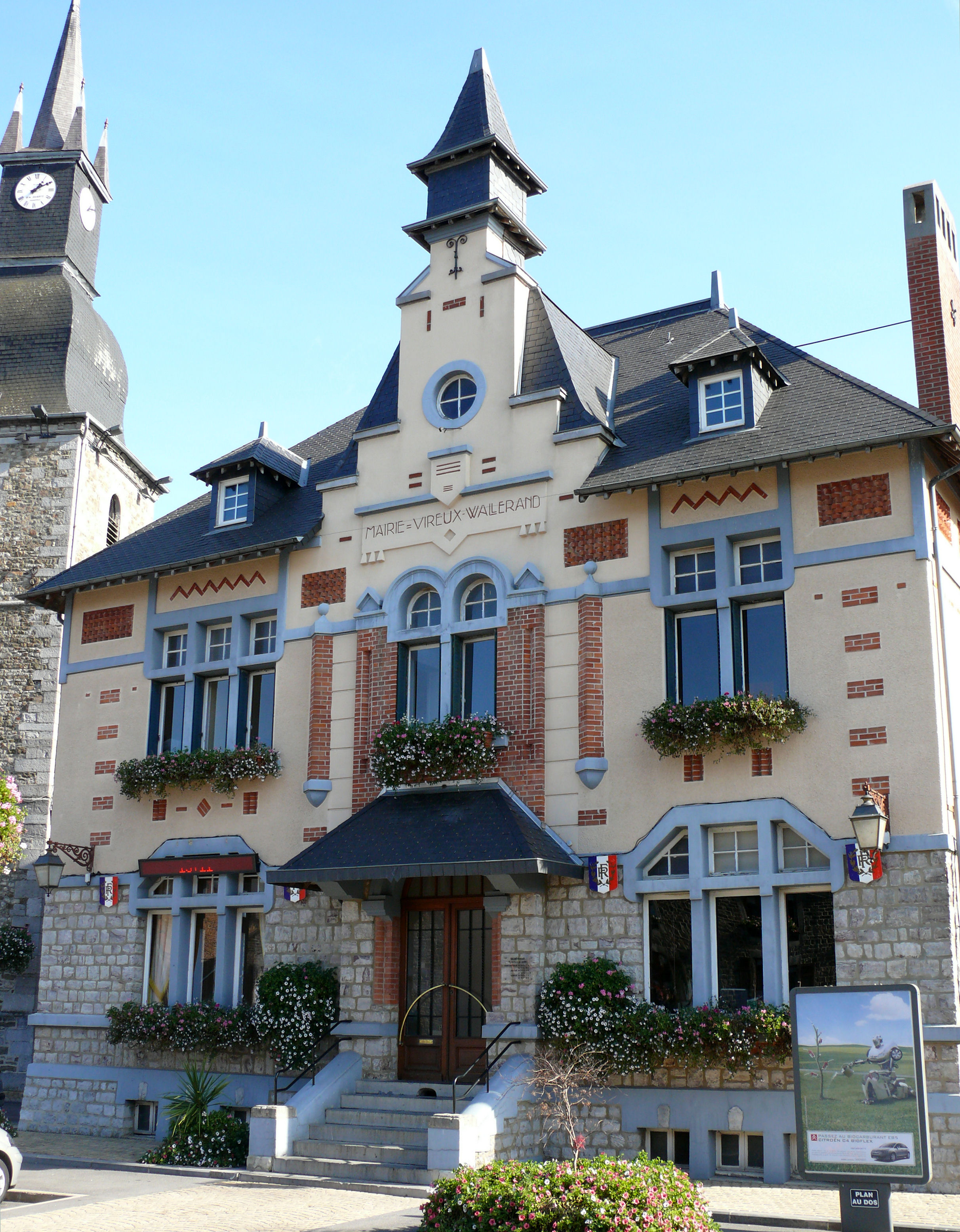
Мэрия
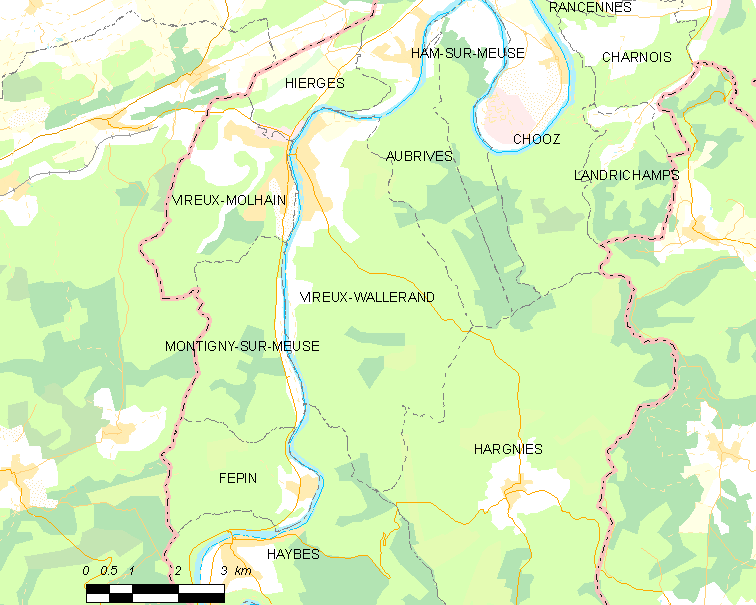
Карта коммуны